# Aniela Majde
Aniela Majde, coniugata Kaczmarow (Gołotczyzna, 27 gennaio 1942), è un'ex cestista polacca.
È la madre di Nicolas Kaczmarow ed è stata la moglie di Andrzej Kaczmarow.

## Carriera
Con la Polonia ha disputato tre edizioni dei Campionati europei (1964, 1966, 1968).